# 岡崎海岸 (徳島県)
岡崎海岸（おかざきかいがん）は、徳島県鳴門市撫養町岡崎にある海岸。

## 地理
鳴門市東部に位置し、鳴門市撫養町岡崎にある瀬戸内海国立公園指定の海岸で、かつては美しい砂浜と松林が海岸一帯に広がっていたことから「白砂青松」と呼ばれていた。現在は砂浜の大部分が流失し、わずかしか残っていない。
また、かつては岡崎海水浴場も開いていたが、1999年（平成11年）をもって閉鎖した。
JR鳴門駅から鳴門市営バスで10分のところにあり、大鳴門橋や淡路島を眺めることができる。また海岸周辺にも妙見山公園や・鳴門ガレの森美術館、清少納言の墓所と伝えられるあま塚などの観光スポットがある。

## 交通
- JR鳴門線鳴門駅下車、徒歩約25分。